# Jean Vandecasteele
Jean Vandecasteele (Oostende, 1 december 1955) is een Belgische politicus voor de sp.a. Hij was gedurende achttien jaar burgemeester van de stad Oostende.

## Biografie
Na zijn schooltijd werkte hij een korte tijd als arbeider en vervulde hij zijn legerdienst. Vanaf 1978 werkte Vandecasteele bij het Bestuur van Zeewezen, waar hij tot 1991 actief bleef. In 1991 werd hij kabinetsmedewerker van Willy Claes.
Reeds in zijn jeugd was hij lid van de Rode Valken en de JongSocialisten. Hij bleef politiek actief bij de SP en na de verkiezingen van 1982 werd hij in Oostende gemeenteraadslid. In 1995 werd hij eerste schepen onder burgemeester Julien Goekint. Toen Goekint stopte, volgde Vandecasteele hem eind juni 1997 op als burgemeester.
Ook na de gemeenteraadsverkiezingen in 2012 bleef Vandecasteele burgemeester. Zijn partij verloor wel de absolute meerderheid. In de loop van 2015 werd hij opgevolgd door Johan Vande Lanotte. Vandecasteele werd opnieuw schepen. Na de lokale verkiezingen van 2018 werd hij herkozen, maar werd sp.a uit de coalitie gehouden. Hij besloot daarna met pensioen te gaan.